# 輪島市立門前西小学校
輪島市立門前西小学校（わじましりつ もんぜんにししょうがっこう）は、石川県輪島市にある公立小学校。略称は西小（にししょう）。

## 沿革
- 2006年（平成18年）4月1日 - 市立松風台小学校と市立仁岸小学校を統合して開校[1]。松風台小学校の施設を継承[2]。
- 2007年（平成19年）
  - 3月25日 - 能登半島地震の発生に伴い、4月5日まで避難所として使用[3][4]。
  - 4月1日 - 輪島市教育委員会より平成19・20年度研究推進校に指定[3]。
- 2012年（平成24年）4月 - 制服を導入[5]。
- 2024年（令和6年）
  - 1月1日 - 令和6年能登半島地震により各所が被災[6]。その後避難所を開設[7]。
  - 1月24日 - 本校と門前東小学校・門前中学校の計3校で、門前東小学校を受け入れ先とする形で、授業を再開した[8]。

## 学区
- 輪島市
  - 門前町剱地、門前町大泊、門前町腰細、門前町赤神、門前町舘分、門前町馬場、門前町上代、門前町黒岩、門前町渡瀬、門前町飯川谷、門前町切挟、門前町西中谷、門前町清沢、門前町滝町、門前町馬渡、門前町久川、門前町神明原、門前町木原月、門前町大釜、門前町窕、門前町入山、門前町藤浜、門前町池田、門前町南、門前町是清、門前町北川、門前町千代、門前町鍛冶屋、門前町新町分、門前町椎木、門前町小山、門前町大切、門前町白禿、門前町江崎、門前町二又、門前町山是清、門前町中田、門前町黒島町、門前町道下、門前町鹿磯、門前町深見、門前町六郎木、門前町勝田、門前町大生

出典：

## 進学先の中学校
- 輪島市立門前中学校（輪島市門前町）[9]

## 周辺
- 輪島市門前グラウンドゴルフ場
- 輪島市立松風台保育所
- 門前道下郵便局